# Liste des établissements publics à caractère scientifique, culturel et professionnel
Cet article dresse la liste des établissements français d’enseignement supérieur et de recherche, ayant le statut d’établissement public à caractère scientifique, culturel et professionnel (EPSCP), classifiés par la loi ainsi :
- les universités auxquelles sont assimilés les instituts nationaux polytechniques ;
- les écoles et instituts extérieurs aux universités ;
- les écoles normales supérieures, les écoles françaises à l'étranger et les grands établissements ;
- les communautés d'universités et établissements ;
- à titre expérimental, les établissements publics expérimentaux ou des communautés d'universités et établissements.

## Liste des universités
Il existe 45 universités et 1 institut national polytechnique ayant cette forme juridique en mars 2025.
| Nom                                                               | Nombre d’étudiants inscrits en 2023-24 |
| ----------------------------------------------------------------- | -------------------------------------- |
| Aix-Marseille Université                                          | 64 247                                 |
| Université de Picardie Jules-Verne                                | 26 147                                 |
| Université d’Angers                                               | 26 489                                 |
| Université des Antilles                                           | 10 572                                 |
| Université d'Artois                                               | 11 658                                 |
| Avignon Université                                                | 6 178                                  |
| Université de Bordeaux                                            | 45 356                                 |
| Université Bordeaux-Montaigne                                     | 13 948                                 |
| Université de Bretagne-Sud                                        | 9 788                                  |
| Université Caen-Normandie                                         | 29 607                                 |
| Université Savoie Mont Blanc                                      | 13 430                                 |
| Università di Corsica Pasquale Paoli                              | 3 634                                  |
| Université de Guyane                                              | 2 873                                  |
| Université de La Réunion                                          | 12 109                                 |
| Université de La Rochelle                                         | 7 381                                  |
| Université Le Havre Normandie                                     | 6 640                                  |
| Le Mans Université                                                | 10 961                                 |
| Université de Limoges                                             | 15 830                                 |
| Université du Littoral-Côte-d’Opale                               | 9 011                                  |
| Université Claude-Bernard-Lyon-I                                  | 37 266                                 |
| Université Lumière-Lyon-II                                        | 25 878                                 |
| Université Jean-Moulin-Lyon-III                                   | 25 096                                 |
| Université de Haute-Alsace                                        | 9 979                                  |
| Université de la Nouvelle-Calédonie                               | 2 964                                  |
| Université d’Orléans                                              | 15 712                                 |
| Université Panthéon-Sorbonne                                      | 40 829                                 |
| Université Sorbonne-Nouvelle                                      | 14 849                                 |
| Sorbonne Université                                               | 46 948                                 |
| Université de Paris-VIII Université Paris 8 Vincennes-Saint-Denis | 21 557                                 |
| Université Paris Nanterre                                         | 30 861                                 |
| Université Paris-Est-Créteil-Val-de-Marne                         | 32 119                                 |
| Université Sorbonne Paris Nord                                    | 22 221                                 |
| Université Évry Paris-Saclay                                      | 6 438                                  |
| Université de Versailles-Saint-Quentin-en-Yvelines                | 13 645                                 |
| Université de Pau et des Pays de l’Adour                          | 11 826                                 |
| Université Perpignan Via Domitia                                  | 7 857                                  |
| Université de Poitiers                                            | 25 506                                 |
| Université de la Polynésie française                              | 2 271                                  |
| Université de Reims-Champagne-Ardenne                             | 22 846                                 |
| Université de Rennes-II Université Rennes 2                       | 20 360                                 |
| Université de Rouen-Normandie                                     | 29 805                                 |
| Université de Strasbourg                                          | 49 347                                 |
| Université de Toulon                                              | 9 879                                  |
| Université Toulouse-Jean-Jaurès                                   | 26 823                                 |
| Institut national polytechnique de Toulouse                       |                                        |
| Université de Tours                                               | 25 133                                 |

Notes :
- les instituts catholiques ou les universités populaires ne sont pas des universités au sens juridique et réglementaire.

## Liste des établissements publics expérimentaux
L’ordonnance du 12 décembre 2018 permet, à titre expérimental pour une durée maximale de dix ans, à un établissement public à caractère scientifique, culturel et professionnel de regrouper ou fusionner des établissements d’enseignement supérieur et de recherche publics et privés, concourant aux missions du service public de l’enseignement supérieur ou de la recherche. Cet établissement expérimente de nouveaux modes d’organisation et de fonctionnement, afin de réaliser un projet partagé d’enseignement supérieur et de recherche défini par les établissements qu’il regroupe. Les établissements regroupés dans l’établissement public expérimental peuvent conserver leur personnalité morale. Ils sont dénommés « établissements-composantes » de l’établissement public expérimental.
Il existe dix-neuf établissements publics à caractère scientifique, culturel et professionnel expérimentaux en mars 2025.
| Nom officiel                                 | Nombre d’étudiants inscrits en 2023-24 | Nombre d’étudiants avec les établissements-composantes | Année de création |
| -------------------------------------------- | -------------------------------------- | ------------------------------------------------------ | ----------------- |
| Université de Brest                          | 21 501                                 |                                                        | 2025              |
| Université Bourgogne Europe                  | 26 607                                 |                                                        | 2025              |
| Université Clermont-Auvergne                 | 30 452                                 | 33 922                                                 | 2021              |
| Université Gustave Eiffel (Marne-la-Vallée)  | 11 336                                 | 15 168                                                 | 2020              |
| Université polytechnique Hauts-de-France     | 9 802                                  | 12 298                                                 | 2019              |
| Université de Lille                          | 66 951                                 | 73 819                                                 | 2022              |
| Université Jean-Monnet-Saint-Étienne         | 16 943                                 |                                                        | 2025              |
| Université de Montpellier                    | 42 682                                 | 45 447                                                 | 2022              |
| Université Montpellier-Paul-Valéry           | 20 425                                 |                                                        | 2025              |
| Université de Nantes                         | 34 126                                 | 41 134                                                 | 2022              |
| Nîmes Université                             | 5 383                                  |                                                        | 2025              |
| Université Paris-Panthéon-Assas              | 17 794                                 | 21 587                                                 | 2022              |
| Université Paris-Cité                        | 58 165                                 | 58 165                                                 | 2019              |
| Institut polytechnique de Paris              |                                        | 7 201                                                  | 2019              |
| Université Paris-Saclay                      | 37 810                                 | 47 701                                                 | 2020              |
| Université Marie-et-Louis-Pasteur (Besançon) | 20 205                                 |                                                        | 2024              |
| Université de Rennes                         | 28 334                                 | 33 124                                                 | 2023              |
| Université Toulouse Capitole                 | 18 021                                 | 2 023                                                  | 2023              |
| Université de Toulouse                       | 28 284                                 |                                                        | 2025              |

Note : En application de l'article 52 de la loi no 2018-727 du 10 août 2018 pour un État au service d'une société de confiance, les expérimentations peuvent avoir lieu pour une durée maximale de dix ans à compter de la date de publication de l'ordonnance intervenue le 12 décembre 2018, soit jusqu'au 12 décembre 2028.

## Liste des écoles et instituts extérieurs aux universités
| École centrale de Lille |
| École centrale de Lyon |
| École centrale de Marseille |
| École centrale de Nantes (établissement-composante de l’université de Nantes)                                                      |
| Institut national polytechnique Clermont Auvergne (établissement-composante de l’Université Clermont-Auvergne)                     |
| École nationale supérieure de chimie de Montpellier (établissement-composante de l’université de Montpellier)                      |
| École nationale supérieure de chimie de Paris (établissement-composante de l’université Paris Sciences et Lettres)                 |
| École nationale supérieure de mécanique et d'aérotechnique de Poitiers                                                             |
| École nationale supérieure d'ingénieurs de Caen                                                                                    |
| École nationale supérieure de mécanique et des microtechniques (établissement-composante de l’Université Marie et Louis Pasteur)   |
| École nationale supérieure des arts et industries textiles (établissement-composante de l’université de Lille)                     |
| Institut national polytechnique de Bretagne (établissement-composante de l’université de Brest)                                    |
| Institut national des sciences appliquées de Lyon                                                                                  |
| Institut national des sciences appliquées de Rennes (établissement-composante de l’université de Rennes)                           |
| Institut national des sciences appliquées de Toulouse                                                                              |
| Institut national des sciences appliquées de Rouen                                                                                 |
| Institut national des sciences appliquées de Strasbourg                                                                            |
| Institut national des sciences appliquées Centre Val de Loire                                                                      |
| Institut national des sciences appliquées Hauts-de-France (établissement-composante de l’université polytechnique Hauts-de-France) |
| Institut national universitaire Jean-François-Champollion                                                                          |
| Institut supérieur de mécanique de Paris                                                                                           |
| Université de Mayotte |
| Université de technologie de Belfort-Montbéliard (établissement-composante de l’Université Marie et Louis Pasteur)                 |
| Université de technologie de Compiègne                                                                                             |
| Université de technologie de Troyes                                                                                                |
| Université de technologie de Tarbes                                                                                                |

Tutelle : (Si non mentionné, ministre chargé de l'enseignement supérieur)

## Liste des grands établissements
| CentraleSupélec (établissement-composante de l’université Paris-Saclay)                                                                                         |
| Collège de France |
| Conservatoire national des arts et métiers |
| École de l'air et de l'espace |
| École d'économie de Toulouse (établissement-composante de l’université de Toulouse Capitole)                                                                    |
| École des hautes études en santé publique (établissement-composante de l’université de Rennes)                                                                  |
| École des hautes études en sciences sociales |
| École nationale de l'aviation civile |
| École nationale des chartes (établissement-composante de l’université Paris sciences et lettres)                                                                |
| École nationale des ponts et chaussées |
| École nationale des travaux publics de l'État, |
| École nationale supérieure d'arts et métiers |
| École nationale supérieure des mines de Paris (établissement-composante de l’université Paris sciences et lettres)                                              |
| École nationale supérieure des sciences de l'information et des bibliothèques                                                                                   |
| École nationale supérieure de techniques avancées (établissement-composante de l’Institut polytechnique de Paris)                                               |
| École nationale supérieure maritime |
| École nationale vétérinaire, agroalimentaire et de l'alimentation, Nantes-Atlantique (Oniris)                                                                   |
| École navale |
| École polytechnique, dite l'« X » (établissement-composante de l’Institut polytechnique de Paris)                                                               |
| École pratique des hautes études (établissement-composante de l’université Paris sciences et lettres)                                                           |
| Groupe des écoles nationales d'économie et statistique (établissement-composante de l’Institut polytechnique de Paris, limité à l'ENSAE Paris)                  |
| Institut d'études politiques de Paris (Sciences Po Paris) (administré par la Fondation nationale des sciences politiques)                                       |
| Institut de physique du globe de Paris (établissement-composante de l’université Paris-Cité)                                                                    |
| Institut national des sciences et industries du vivant et de l'environnement (AgroParisTech) (établissement-composante de l’université Paris-Saclay)            |
| Institut Mines-Télécom (établissement-composante de l’Institut polytechnique de Paris, limité à Télécom Paris et Télécom SudParis)                              |
| Institut national d'enseignement supérieur et de recherche en alimentation, santé animale, sciences agronomiques et de l'environnement (VetAgro Sup)            |
| Institut national d'enseignement supérieur pour l'agriculture, l'alimentation et l'environnement                                                                |
| Institut national d'histoire de l'art |
| Institut national des langues et civilisations orientales (INALCO) (transformation en 1971 de l'École nationale des langues orientales vivantes fondée en 1795) |
| Institut national du sport, de l'expertise et de la performance                                                                                                 |
| Institut polytechnique de Bordeaux |
| Institut polytechnique de Grenoble (établissement-composante de l’université Grenoble-Alpes)                                                                    |
| Institut supérieur de l'aéronautique et de l'espace |
| Muséum national d'histoire naturelle |
| Observatoire de la Côte d'Azur (établissement-composante d'université Côte d'Azur)                                                                              |
| Observatoire de Paris (établissement-composante de l’université Paris sciences et lettres)                                                                      |
| CY Cergy Paris Université |
| Université Côte d'Azur |
| Université Grenoble Alpes |
| Université de Lorraine |
| Université Paris-Dauphine (établissement-composante de l’université Paris sciences et lettres)                                                                  |
| Université Paris sciences et lettres (PSL) |

Tutelle : (Si non mentionné, ministre chargé de l'enseignement supérieur)
1. ↑  tutelle conjointe du ministre chargé de l'enseignement supérieur et du ministre chargé de l'Industrie
2. 1 2 3 4 5  tutelle du ministre de la défense
3. ↑  tutelle conjointe du ministre chargé de l'enseignement supérieur et du ministre chargé de la santé et des affaires sociales
4. 1 2  tutelle du ministre chargé de l'équipement et de l'aviation civile
5. ↑  tutelle du ministre chargé de l'industrie
6. ↑  tutelle du ministre chargé de la mer
7. 1 2 3 4  tutelle du ministre chargé de l'agriculture
8. ↑  tutelle du ministre chargé de l'économie
9. ↑  tutelle des ministres chargés de l'industrie et des communications électroniques
10. ↑  tutelle conjointe du ministre chargé de l'enseignement supérieur et du ministre chargé de la culture
11. ↑  tutelle du ministre chargé des sports
12. ↑  tutelle conjointe du ministre chargé de l'enseignement supérieur et du ministre chargé de l'environnement

## Liste des écoles françaises à l'étranger
| Casa de Velázquez de Madrid                        |
| École française d'Athènes                          |
| École française d'Extrême-Orient                   |
| École française de Rome                            |
| Institut français d'archéologie orientale du Caire |

## Liste des écoles normales supérieures
| École normale supérieure, Paris (établissement-composante de l’université Paris sciences et lettres) |
| École normale supérieure Paris-Saclay (établissement-composante de l’université Paris-Saclay)        |
| École normale supérieure de Lyon                                                                     |
| École normale supérieure de Rennes (établissement-composante de l’université de Rennes)              |

## Liste des regroupements universitaires
La loi de 2013 relative à l'enseignement supérieur et à la recherche prévoit que les établissements publics d’enseignement supérieur et de recherche coordonnent leur offre de formation et leur stratégie de recherche et de transfert. Cela peut se faire par la fusion d’établissement, ou bien par le regroupement, qui peut prendre la forme de la participation à une communauté d’universités et établissements ou de l’association.
Les chiffres ci-dessous incluent les étudiants des universités qui figurent également dans les chiffres ci-dessus.
| Comue Angers-Le Mans (Comue expérimentale)     |
| Comue Lyon Saint-Étienne (Comue expérimentale) |
| Normandie Université                           |
| Paris-Est Sup (Comue expérimentale)            |
| Université de Toulouse (Comue expérimentale)   |